# Megaliga MTV de VJs Paladinos
Megaliga MTV de VJs Paladinos foi um desenho animado totalmente produzido no Brasil onde os VJs da MTV Brasil são super-heróis com poderes diferenciados, e em cada episódio aparecem famosos da música (dublados pelos próprios ou não). O desenho, produzido em Flash, era exibido como curta-metragens, cada uma apresentando um dos VJs, no programa Gordo a Go-Go.[carece de fontes?] A série inicialmente foi exibida em 2003 em 11 episódios em três minutos como teste de projeto. A atração se tornou fixa em 26 de abril de 2004. O desenho animado foi o primeiro produzido pela MTV e pela Drogaria de Desenhos Animados (departamento de animação do canal). O programa também foi disponibilizado para usuários da Claro que realizassem o download.

## Integrantes

### Personagens fixos
- Cazé Peçanha: Com sua cadeira de rodas e sua buzina de nêutrons, comanda a Megaliga. Para alguns, seu espírito rebelde e a rapidez de seu pensamento o credenciam para o cargo. Para outros, tudo não passa de capricho do "Todo Poderoso" da MTV, fã confesso do professor Xavier, personagem do desenho X-Men.

- Penélope Nova: A única heroína da MegaLiga que não tem superpoderes. Até os seus superpeitos são naturais! Nem por isso ela é menos poderosa. Em suas tatuagens, estão armazenadas informações imprescindíveis: códigos secretos, mapas do tesouro e o telefone do disque pizza.

- Marina Person: Wanessa Camargo lhe ensinou a simpatia para trazer de volta seu amado: Vinagre, groselha, 2 ovos de galinha virgem e gotas de suor do homem amado. Além da infecção alimentar, teve o metabolismo e o cérebro alterados. Agora os homens concordam com ela em tudo e seu beijo pode desmaiar um sujeito.

### 1° temporada
Personagens que entraram primeiro na Megaliga:
- Sarah Oliveira: Quem vê a figura meiga e franzina da pequena Sarah não pode imaginar a força descomunal da heroína. Aliás, às vezes, na ânsia de agradar, acaba exagerando: já quebrou o dedão de Edgard dançando valsa e deslocou a coluna de Marina num abraço.

- Super Ed (Edgard Piccolli): O mais experiente, o mais galã e o herói mais clássico da Megaliga. Seus conselhos e poderes, como a visão de raio X, são sempre úteis. Ponto fraco: está sempre cercado por fãs e esquece as missões para cantar para mulherada. Curiosidade: É o único personagem que não é dublado pelo respectivo VJ, exceto em um episódio no qual perde os poderes.

- Thaíde: Aos 17 anos teve o encontro que transformaria seu destino: Bootsy Collins, baixista do Parliament-Funkadelic, lhe presenteou com seus óculos mágicos. Com eles Thaíde ganha força, altura, agilidade, e um belo cabelo black power de onde pode sair de tudo. Está sempre falando em rimas.

- Didi Wagner: Consertou o gerador de energia do último VMB e já invadiu o computador pessoal do Bill Gates. Foi ela quem projetou a cadeira do Cazé, o sutiã da Penélope e outros apetrechos que salvam a vida de nossos heróis. Mas Didi é, digamos, um pouco estabanada.

- Max Fivelinha: Um acidente químico-alimentar no seu salão causou uma mutação nas células de seu corpo, tornando seus ossos, pele e músculos mais elásticos. Com esses poderes, Max já salvou o Felipe Dylon, que quase se afogou surfando nas gravações de seu clipe.

- Fernanda Lima: Ao dar uma lição num grupo de "sem-noções", essa jovem aventureira recebeu um poder especial: sempre que ela tomasse chimarrão, iria controlar as forças da natureza. Obs.: ela saiu da emissora antes do primeiro episódio ser lançado.

- Fernando Meligeni: Possui uma raquete especial, que dispara bolas de fogo. Não suporta ser chamado de "fininho".

- Daniella Cicarelli: Separada dos pais ainda bebê, foi criada num orfanato. Conheceu um duende, dono de um fábrica de doces e chocolates, que a presenteou com jujubas mágicas que a transformam nos mais variados animais.++++

- João Gordo: Vive pegando no pé dos colegas e acha a história de uniforme e superapetrechos uma frescura. Quando uma catástrofe interplanetária ameaçava destruir seu planeta Ramona (a catástrofe era o cometa Axémenudo, que transformava os habitantes em integrantes do Menudo), João foi enviado para a Terra. Aqui descobriu que coisas normais em seu planeta transformaram-se em  grandes poderes: seus arrotinhos, por exemplo, são uma poderosa arma sônica. O ponto fraco: axé, sertanejo e pagode causam nele um efeito pior do que Kryptonita no Superman. Obs: é o VJ que fala mais palavrões durante a série.++++

++++ Esses VJs ficaram na Megaliga até o fim da série.

### 2ª temporada
Personagens que ingressaram na MegaLiga a partir da segunda temporada:
- Carla Lamarca: Ainda em fase de testes, a VJ Carla Lamarca é capaz de desvendar mistérios e prever fatos do futuro. Mas, como todo projeto em desenvolvimento, o poder dessa heroína ainda não atingiu a perfeição. Em algumas de suas visões, Carla previu que o próximo presidente do país seria Tancredo Neves e que as Olimpíadas 2008 seriam em Atenas.

- Marcos Mion: Devido aos problemas com a VJ em teste Carla Lamarca, Marcos Mion foi obrigado a herdar o poder já testado de Max Fivelinha. Com a hiper-flexibilidade de todo o corpo, o novo homem borracha pode segurar aviões, passar por baixo de portas e até mesmo espalhar bronzeador nas próprias costas. Mas o poder herdado tem seus efeitos colaterais e o xavequeiro Mion às vezes perde o controle e solta a franga, mas nada que seja grave.

### 3ª temporada
Personagens que ingressaram na MegaLiga a partir da terceira temporada:
- André Vasco: André tirava a sorte com um realejo quando, por acidente, entrou em uma câmara radioativa e se transformou em um homem-papagaio. Desde então, ele pode voar, se comunicar com pássaros e tirar a sorte dos colegas de trabalho. O único problema é que, quando fica nervoso, André repete tudo o que as pessoas falam.

- Felipe Solari: Ex-companheiro de apartamento e melhor amigo de André e Marcos Mion, Felipe nasceu com o dom de se disfarçar de pessoas e objetos. Ele e André entraram ao mesmo tempo na equipe. Muitas vezes, era tratado como inferior por ser um estagiário.

- Luisa Micheletti: Quando era pequena, Luisa foi morar com os pais em um hotel abandonado, onde desenvolveu o estranho hábito de conversar com seu dedo indicador, quem ela chama de Toni(e que tem pensamento próprio). Hoje em dia, a VJ prodígio é responsável pela construção e manutenção das engenhocas da Megaliga, isso é, quando não é mal influenciada pelo dedo maquiavélico.

- Keila e Kênia Boaventura: Depois de um grave acidente, essas gêmeas foram transformadas em androides pela mente ambiciosa de Paulo Bonfá. Depois de se rebelar, Keila e Kênia ingressaram na Megaliga, onde, por serem gêmeas, são obrigadas a dividir quarto, armário, computador e também a página da Megaliga no site da MTV Brasil. São muito ingênuas, podendo ser enganadas por vilões (na maioria das vezes, Paulo Bonfá).

### Vilões
- Paulo Bonfá: Apesar do sucesso como empresário influente no ramo dos penteados descolados para celebridades, Paulo Bonfá usa a sua Ringling Brothers Capillar Consultants apenas como fachada para encobrir seus planos do mal. Homem de poucos amigos, só confia em Perdigueiro, um gato muito estranho que enterra ossos no quintal e levanta a pata para fazer xixi. Poder, dinheiro, fama, mulheres… O mundo não é o bastante para saciar a ganância desse inescruploso vilão.

- Marco Bianchi: Antes de saborear um delicioso amendoim joãoponês ou tomar um trago da caninha Curió: CUIDADO! Por trás desses produtos quase inofensivos  está a mente doentia  de um perigoso  gênio do crime: Marco Bianchi. Em um de seus delírios, esse vilão decidiu que 99,9% da humanidade não tem envergadura moral para habitar o mesmo planeta que ele.

- Joselito*: Com certeza esse não é um criminoso comum. Enquanto a maioria dos vilões da Megaliga quer conquistar o mundo (como Bonfá) ou acabar com a raça humana (como Bianchi), Joselito quer apenas se divertir. Inimigo número um do bom senso, o sem noção já prendeu a Estátua da Liberdade, salgou o Pão de Açúcar e colocou ketchup na Torre de Pisa.

- Massacration*: Formado por Jimmy The Hammer (bateria), Headmaster (guitarra base), Blond Hammet (guitarra solo), Metal Avenger (baixo) e Detonator (voz), o Massacration usa todo o tipo de artifício maligno, até mesmo pactos com Satã, para que impere na Terra um único estilo musical, nas palavras de seu líder Detonator - o Metaaaaaaaaal!!!!

*Ambos personagens do grupo Hermes e Renato.

## Curiosidades
- Um dos episódios da Mega Liga foi fundido com o programa Top Top, onde Léo e Marina apresentaram 10 curiosidades sobre a Mega Liga.
- A revista da emissora lançava histórias em quadrinhos da equipe.
- No VMB de 2004, os VJs da emissora apareceram fantasiados como seus respectivos VJs Paladinos.

## Créditos
Direção: Pavão e Thiago Martins (2ª temporada em diante)
Roteiro: Cacá Marcondes, Flavia Boggio e Marcos P. Marques
Direção de Dublagens: Ivan Von Simson
Produção: Andréa Fragoso e Ivan Von Simson
Desenhos: Pavão, Thiago Martins, PQ e Jeferson Costa.